# Nanthesan
Nanthesan (mort en juin/juillet 1795), ou Nanthasan, est le 6e souverain du royaume de Vientiane et règne de 1781 à 1795.

## Biographie
Nanthasen est le fils aîné dur roi  Ong Boun. En 1778, le roi Taksin du Siam décide d'envahir les trois royaumes Lao car ils sont dans la sphère d'influence birmane, et le roi de  Birmanie les considère comme la base avancée de son expansionnisme vers l'est. Une armée siamoise commandée par Somdej Chao Phya Mahakasatsuek le futur roi Rama Ier investit Vientiane. Nanthasen est désigné comme commandant en chef contre les forces siamoises. Vientiane est prise, Ong Boun s'enfuit dans la jungle. Nanthasen est capturé par les forces siamoises et envoyé à Thonburi avec ses frères cadets. Le Bouddha d'émeraude et le Phra Bang (en) sont également expédiés à  Thonburi. Le royaume de Vientiane devient alors une dépendance du Siam.
En 1781, Nanthasen est autorisé à retourner dans sa capital comme roi  et le Phra Bang est également restitué à Vientiane. Toutefois son frère cadet Inthavong est couronné oupahat c'est-à-dire « vice roi » par les siamois, et reste à  Bangkok comme otage. Pendant le règne de  Nanthasen, le royaume de Vientiane envahit le Muang Phuan, et prend sa capitale Xieng Khouang. En 1791, Nanthasen réussit à convaincre  Rama Ier que le roi  Anurutha du Luang Prabang s'est secrètement allié avec les birmans et prépare une rébellion contre le Siam. IL reçoit l’autorisation d'arrquer Luang Prabang, et s'empare de la ville en 1792.
Après la  bataille de Ngọc Hồi-Đống Đa, un prince vietnamien de la dynastie Lê, Lê Duy Chỉ (黎維祗), s'enfuit à  Tuyên Quang et Cao Bằng, pour combattre l'usurpation de la  dynastie Tây Sơn. Chỉ envisage un plan unissant le royaume de  Vientiane et le Muang Phuan dans une révolte contre les Tây Sơn. En 1791, Vientiane est attaquée par les  Tây Sơn et Nanthasen doit s'enfuir. et il négocie finalement un accord avec la dynastie Tây Sơn.
En janvier 1795, Nanthasen est accusé de complot et de rébellion avec le gouverneur Lao de Nakhon Phanom, sous le prétexte d'avoir engagé une ouverture diplomatique vers les to Tây Sơn. Il est déposé en déporté à  Bangkok comme prisonnier. Il y meurt en juin ou juillet 1795, sans héritier. Son frère cadet Inthavong lui succède.

## Sources
- (en) W.A.R. Wood, A History of Siam, Chiengmai, 1924
- (en) David K. Wyatt, Thailand : A Short History, Yale University Press, 1984, 351 p. (ISBN 978-0-300-03582-7 et 0-300-03582-9); * Siamese/Thai history and culture–Part 4
- (en) & (de) Peter Truhart, Regents of Nations, K.G Saur Münich, 1984-1988  (ISBN 359810491X), Art. « Laos », Period of Tripartition/ Periode der Dreiteilung  Vientiane  p.  1740.